# Claude Giraud
Claude Giraud (Chamalières, 5 febbraio 1936 – Clermont-Ferrand, 3 novembre 2020) è stato un attore e doppiatore francese.

## Biografia
Il padre era un chirurgo, lo zio invece gestiva alcune sale cinematografiche a Clermont-Ferrand, dove il futuro attore trascorse infanzia e adolescenza.
Si formò artisticamente con Tania Balachova, Berthe Bovy e Jean Meyer, per poi fare il suo ingresso nella Comédie-Française.
Fu attivo sia in teatro sia al cinema, dove divenne noto per aver interpretato il ruolo di Philippe de Plessis-Bellière nei film della "saga di Angelica".
Giraud raggiunse la fama anche e soprattutto come doppiatore. Era la voce francese ufficiale di Robert Redford; altri attori da lui doppiati, sia pure occasionalmente, furono Mel Gibson, Warren Beatty, Tommy Lee Jones, Harrison Ford, Sean Connery, Alan Rickman, Liam Neeson. Sostituì inoltre le voci originali in diversi film d'animazione.
Morì il 3 novembre 2020.

## Vita privata
Fu sposato con l'attrice Catherine Demanet, che lo lasciò vedovo nel 2012. La coppia ebbe due figli: un maschio, Louis, e una femmina, Marianne. 
Amante dei cavalli sin da giovanissimo, ne possedette diversi negli anni, in particolare Connemara.

## Filmografia

### Cinema
- Peccatori in blue jeans (Les tricheurs), regia di Marcel Carné (1958) non accreditato
- Un roi sans divertissement, regia di François Leterrier (1963)
- Il piacere e l'amore (La ronde), regia di Roger Vadim (1964)
- Angelica (Angélique, Marquise des Anges), regia di Bernard Borderie (1964)
- Angelica alla corte del re (Merveilleuse Angélique), regia di Bernard Borderie (1965)
- La meravigliosa Angelica (Angélique et le roy), regia di Bernard Borderie (1966)
- La meravigliosa amante di Adolphe (Adolphe, ou l'âge tendre), regia di Bernard Toublanc-Michel (1968)
- Phèdre, regia di Pierre Jourdan (1968)
- Mayerling, regia di Terence Young (1968)
- Sortie de secours, regia di Roger Kahane (1970)
- Le folli avventure di Rabbi Jacob (Les aventures de Rabbi Jacob), regia di Gérard Oury (1973)
- La guerre du pétrole n'aura pas lieu, regia di Souheil Ben-Barka (1975)
- La folle journée ou Le mariage de Figaro, regia di Roger Coggio (1989)
- Suivez cet avion, regia di Patrice Ambard (1989)
- L'angelo nero (L'ange noir), regia di Jean-Claude Brisseau (1994)
- Les fragments d'Antonin, regia di Gabriel Le Bomin (2006)

### Televisione
- La machine infernale, regia di Claude Loursais – film TV (1963)
- Le commandant Watrin, regia di Jacques Rutman – film TV (1964)
- Cinna, regia di Jean Kerchbron – film TV (1965)
- I banditi del re (Les compagnons de Jehu) – serie TV, 5 episodi (1966)
- Le monde parallèle – serie TV, 1 episodio (1967)
- Sébastien parmi les hommes – miniserie TV (1968)
- Belle et Sébastien – serie TV, 2 episodi (1968)
- Tartuffe, regia di Marcel Cravenne – film TV (1971)
- Les rois maudits, regia di Claude Barma – miniserie TV (1973)
- Madame Bovary, regia di Pierre Cardinal – film TV (1974)
- Mamie Rose, regia di Pierre Goutas – film TV (1976)
- Milady, regia di François Leterrier – film TV (1977)
- Le loup blanc, regia di Jean-Pierre Decourt – film TV (1977)
- Richelieu, regia di Jean-Pierre Decourt – miniserie TV (1977)
- Lorenzaccio, regia di Jean-Paul Carrère – film TV (1977)
- Mathias Sandorf, regia di Jean-Pierre Decourt – miniserie TV (1979)
- Les fiancées de l'empire, regia di Jacques Doniol-Valcroze – miniserie TV (1981)
- Venise en hiver, regia di Jacques Doniol-Valcroze – film TV (1982)
- L'homme de la nuit, regia di Juan Luis Buñuel – miniserie TV (1983)
- À nous les beaux dimanches, regia di Robert Mazoyer – film TV (1986)
- L'ami Maupassant – serie TV, 1 episodio (1986)
- Phèdre, regia di Pierre Cardinal – film TV (1988)
- Les cinq dernières minutes – serie TV, 1 episodio (1988)
- Si Guitry m'était conté – serie TV, 1 episodio (1989)
- Eurocops – serie TV, 1 episodio (1990)
- La belle Anglaise – serie TV, 1 episodio (1990)
- Meurtre avec préméditation – serie TV, 1 episodio (1990)
- Ferbac – serie TV, 1 episodio (1992)
- Duello di cuori (La cavalière) – miniserie TV (1993)
- Des héros ordinaires – serie TV, 1 episodio (1993)
- L'amour est un jeu d'enfant, regia di Pierre Grimblat – film TV (1994)
- Il commissario Cordier (Les Cordier, juge et flic) – serie TV, 1 episodio (1995)
- Médée, regia di Pierre Jourdan – film TV (1996)
- Julie Lescaut – serie TV, 1 episodio (2000)
- Il comandante Florent (Une femme d'honneur) – serie TV, 1 episodio (2001)
- Madame le consul – serie TV, 1 episodio (2002)
- Le fantôme du lac, regia di Philippe Niang – film TV (2007)

## Doppiaggio
- Il complotto (Le complot), regia di René Gainville (1973) – doppiatore di Simón Andreu non accreditato
- Ulysse 31 (Uchu densetsu Ulysses 31) – serie TV, 26 episodi (1981-1982)
- Il nome della rosa (Der Name der Rose), regia di Jean-Jacques Annaud (1986) – doppiatore di Sean Connery nella versione francese del film
- Molierissimo – serie TV (1990)
- Caccia al tesoro con Montana (Montana Jones)– serie TV (1994)
- Flash Gordon – serie TV, 25 episodi (1996-1997)